# تیومارگاریتا نامیبین‌سیس
تیومارگاریتا نامیبینسیس (به انگلیسی: Thiomargarita namibiensis) یک باکتری گرم منفی، بی هوازی اختیاری و با مورفولوژی کوکسی می باشد که در رسوبات اقیانوسی فلات قاره نامیبیا کشف شد. این باکتری با طول متوسط 0.1 تا 0.3 میلی متر (100 تا 300 میکرومتر) که گاهی تا 750 میکرومتر نیز می رسد، دومین باکتری بزرگ شناخته شده در جهان است و حدود ۳ میلیون برابر یک باکتری عادی است. سلول های تیومارگاریتا نامیبینسیس به اندازه ای بزرگ هستند که با چشم غیرمسلح هم قابل مشاهده می باشند.
در مثالی از بزرگی این باکتری می توان گفت:
در مقایسهٔ این باکتری غول پیکر در برابر باکتری‌های معمولی، می‌توان چنین متصور شد که انگار یک وال آبی بالغ را با یک نوزاد موش مقایسه کرده‌ایم.
بزرگترین باکتری قبل از این، اپیولوپیسیوم فیشلسونی (Epulopiscium fishelsoni) با طول 0.5 میلی متر بود. تیومارگاریتا مگنیفیکا (Thiomargarita magnifica)، کشف شده در سال 2022، بزرگ تر از این باکتری است. 
باکتری های تیومارگاریتا نامیبینسیس دارای واکوئل های بزرگی برای متابولیسم کمولیتوتروفیک خود می باشند. واکوئل ها علاوه بر کمک کردن به افزایش حجم این سلول ها (حدود ۹۸٪ حجم درون آن)، به آنها اجازه ذخیره مواد غذایی را برای تکثیر غیرجنسی ژنوم خود می دهند. به علت ترجیح آنها به دماهای معتدل (20 تا 45 درجه سلسیوس) آنها را جزوی از مزوفیل ها طبقه بندی می کنند. این ارگانیسم از خود ویژگی خنثی‌دوستی نشان می دهد و در محیط هایی با pH حدود 6.5 تا 7.5 یافت می شود. این ها همگی نشان دهنده استراتژی های این باکتری برای بقا و رشد می باشد.
نام سرده تیومارگاریتا به معنای "مروارید گوگردی" می باشد. این نام به ظاهر اولیۀ سلول ها برمی گردد: آنها در واقع حاوی گرانول های گوگردی میکروسکوپی هستند که از خود نور ساتع کرده و به سلول ظاهری مرواریدمانند می دهند. نام گونۀ آن یعنی نامیبینسیس از نامیبیا گرفته شده که کنار هم به معنای "مروارید گوگردی نامیبیا" است. مانند دیگر باکتری های کروی و کوکسی ها، برای مثال استرپتوکوکوس، تقسیم سلولی تیومارگاریتا نیز در یک محور اتفاق می افتد که این باعث ایجاد زنجیره هایی شبیه رشته های مروارید می شود.

## کشف
گونه تیومارگاریتا نامیبینسیس در سال 1997 جمع آوری و در سال 1999 توسط هایدی شولز و همکارانش از موسسه میکروبیولوژی دریایی مکس پلانک، کشف شد. این باکتری در رسوبات دریایی سواحل نامیبیا کشف گردید. شولز و همکارانش در اصل سوار بر کشتی تحقیقاتی روسی Petr Kottsov برای جستجوی Thioploca، دیگر باکتری کشف شده گوگردخوار دریایی بودند. تیم شولز مقادیر کمی از Thioploca و Beggiatoa را در نمونه های رسوبات یافتند، ولی نمونه ها حاوی مقادیر زیادی از تیومارگاریتا نامیبینسیس بود. آنجا بود که محققان پیشنهاد دادند آن را تیومارگاریتا نامیبینسیس بنامند که به معنای مروارید گوگردی نامیبیاست. 
تیومارگاریتا نامیبینسیس بیشتر در ساحل والویس و در عمق 300 فوتی (92 متری) شایع است ولی در امتداد ساحل نامیبیا از نقطه پالگریو تا لودریتزبوخت پراکنده است. بیشترین تعداد این باکتری در سه سانتی‌متری بالاترین لایه رسوبات یافت می شود. آنها در لایۀ رویی رسوبات تشکیل بیوفیلم داده و با سم زدایی سولفید از آن بهره می برند. از آنجایی که تیومارگاریتا نامیبینسیس ارگانیسمی بدون حرکت است، آنها قادر به جستجوی محیطی با مواد غذایی بیشتر در صورت کاهش ذخیره غذایی محیط زندگی شان، نیستند. آن ها در جای خود مستقر می مانند تا امواج دریا و جریان آب بار دیگر مواد غذایی‌شان را برای تنفس و دیگر فرآیند‌ها تامین کند.
در سال 2002 طی یک سفر تحقیقاتی، گونه ای با 99 درصد شباهت با تیومارگاریتا نامیبینسیس در رسوبات جمع آوری شده از خلیج مکزیک، یافت شد. این سویۀ مشابه، یا تک سلولی منفرد و یا خوشه هایی با 2، 4 و 8 سلول را شکل می دهد، برخلاف سویه نامیبیایی که در زنجیره های منفردی از سلول ها که با غلاف مخاطی نازکی جدا شده اند حضور دارد. 

## وقوع
تیومارگاریتا نامیبینسیس در فلات قاره نامیبیا کشف شد، منطقه ای با جمعیت پلانکتون بالا، غلظت اکسیژن کم بین 0 تا 3 میکرومولار و غلظت نیترات بین 5 تا 28 میکرومولار. همانطور که گفته شد بیشترین حضور این باکتری در لایه های رویی رسوبات است که در این قسمت از رسوبات، غلظتی 100 تا 800 میکرومولار از سولفید مشاهده شده است. اگرچه قبل از این کشف نشده بود، تیومارگاریتا نامیبینسیس در زیستگاه خودش نادر نبوده و بلکه رایج ترین باکتری کف‌زی در سواحل نامیبیا به حساب می آید و 0.8 درصد از حجم رسوبات آن منطقه را تشکیل می دهد. این ارگانیسم همچنین تاثیر مستقیمی بر محیط زندگی‌اش دارد، به طوری که فراوانی کانی آپاتیت، که سرشار از فسفر می باشد، به فرآیند فسفوژنز تیومارگاریتا مربوط است. پلی فسفات و نیترات داخلی در حضور استات به عنوان گیرنده های الکترون خارجی استفاده شده و در نهایت مقادیر کافی از فسفات برای رسوب‌گذاری آزاد می شود. درحالیکه مقدار دقیق آپاتیت تولید شده توسط تیومارگاریتا نامیبینسیس را نمی توان محاسبه کرد، این باکتری سهم قابل توجهی در فراوانی هیدروکسی‌آپاتیت رسوبات جامد آن منطقه دارد. 

## ساختار
اگرچه تیومارگاریتا در عملکردی بسیار مشابه با تیوپلوکا و بژیاتوآ دارد، از لحاظ ساختاری متفاوت هستند. سلول های تیوپلوکا و بژیاتوآ بسیار کوچکتر بوده و در ساختارهای رشته ای بلندی روی هم چسبیده، رشد می کنند. شکل آنها برای نفوذشان به رسوبات اقیانوسی و دریافت سولفید و نیترات بیشتر، ضروری است. متقابلا، تیوماگاریتا در ردیف هایی از تک سلولی های توپ مانند رشد می کند، در نتیجه آنها دامنه تحرکی ای که تیوپلوکا و بژیاتوآ دارند، را ندارند. تیومارگاریتا همچنین می تواند به صورت بشکه مانند نیز رشد کند. تیومارگاریتاهای کروی، می توانند در کنار هم زنجیره هایی از 4 تا 20 سلول را بوجود آورند، در حالیکه تیومارگاریتاهای بشکه مانند می توانند زنجیره هایی با بیش از 50 سلول را شکل دهند. این زنجیره ها توسط رشته ها به یکدیگر متصل نیستند بلکه با غلافی مخاطی به هم ارتباط دارند.
باتوجه به عدم تحرکش، تیومارگاریتا با ایجاد حباب های ذخیره کننده نیترات بزرگی، بنام واکوئل، سازگاری یافته است که به آن اجازه می دهد تا در دوره های طولانی مدت فقر نیترات و سولفید، زنده بمانند. این واکوئل ها به آنها قابلیت بی حرکت ماندن را می دهد، تا منتظر آب های غنی از نیترات بمانند. نکته جالب اینجاست که واکوئل های ذخیره ای، 98 درصد حجم این سلول ها را تشکیل می دهند و عامل اندازه غیرطبیعی آنها هستند. تا مدت ها دانشمندان باکتری های غول‌پیکر را نادیده می گرفتند، زیرا باکتری ها برای تولید ATP وابسته به فرآیندهای شیمیایی و انتقالی در طول غشاء خود هستند. با افزایش سایز سلول و افزایش حجم سیتوپلاسم، سختی انتشار باعث می شود تا آنها ATP کمتری تولید کرده و درنتیجه تولید انرژی، اندازه آنها را محدود می کند. اما تیومارگاریتا، یک استثنا برای این موضوع می باشد. حضور واکوئل بزرگ مرکزی، علاوه بر ذخیره نیترات برای این ارگانیسم، با اشغال حجم سلول، باعث کاهش حجم سیتوپلاسم شده و انتشار را تسهیل می کند و البته که با افزایش حجم واکوئل ذخیره ای، حجم سلول نیز افزایش می یابد.
از آنجا که آب‌های مناطق حاوی نیترات و هیدروژن سولفید با یکدیگر مخلوط نمی‌شوند و سلول‌های تیومارگاریتا نامیبینسیس بی‌حرکت هستند، واکوئل‌های ذخیره‌ای راه حلی برای این مشکل هستند. به جهت این واکوئل‌ها، سلول‌ها می توانند بدون این که رشد کنند یا تقسیم شوند، با کاهش مقدار پروتئین‌های سلولی و مقادیر بالای نیتروژن در واکوئل‌ها، زنده بمانند. واکوئل‌های ذخیره‌ای، راه حلی جدید را ارائه می‌دهند که به سلول‌ها این امکان را می‌دهد که با تغییرات شرایط سازگار شوند.

## سازش‌ها و متابولیسم
این جاندار دارای تنفس بی هوازی اختیاری می‌باشد؛ بدان معنی که اگر اکسیژن موجود در محیط زیاد باشد، تنفس آن به هوازی (نیازمند اکسیژن) تغییر می‌کند.
این باکتری هنگام تنفس بی هوازی (بدون نیاز به اکسیژن) هیدروژن سولفید (H2S) را به عنصر گوگرد (S) اکسیده می‌کند؛ که این ماده به صورت گرانول‌هایی در سیتوپلاسم این باکتری ذخیره می‌شود، و به صورت سفید، سبز و آبی می‌درخشند و نور را منعکس می‌کنند. دلیل شکل مرواریدی آن هنگام شکست نور نیز همین است.
تیومارگاریتا نامیبینسیس نوعی باکتری کمواتوتروف می‌باشد و از نیتروژن به عنوان منبع و پایانه الکترون بهره می‌برد. در صورت کم بودن غلظت نیتروژن موجود در محیط، از محتوی واکوئل خود بهره می‌برد و برای تنفس استفاده می‌کند که برای حدود ۳ ماه زنده ماندن آنها کافی می‌باشد.
مکان‌هایی که این باکتری یافت شد، محل زندگی فیتوپلانگتون‌ها نیز هست. می‌توان اینگونه اظهار داشت که فیتوپلانگتون‌ها مواد مورد نیاز این باکتری‌ها را مهیا می‌سازند؛ به طوری که وقتی این فیتوپلانگتون‌ها به طرف پایین فرومی‌روند، مواد اندامی آن‌ها به وسیلهٔ باکتری‌های بی هوازی موجود در سطح آب، اکسیده می‌شوند. این اکسیداسیون باعث ایجاد مقدار زیادی سولفید می‌شود. تیومارگاریتا نامیبین سیس این توانایی را دارد که سولفیدهای حاصل را اکسیده کند و طی تنفس بی هوازی به صورت گرانول‌هایی در سیتوپلاسم خود ذخیره کند.
این باکتری برای اکوسیستم نیز اهمیت ویژه ای دارد، بدین صورت که با اکسیده کردن گوگرد، می‌تواند مانند یک برطرف کننده سموم فعالیت کند و گازهای سمی آب‌های اطراف خود را جذب می‌کند.
این باکتری‌ها دارای الگوی تقسیم تبدیلی نیز می‌باشند. بدین صورت که طی آن با افزایش تعداد، حجم مجموعه تغییری نمی‌کند. این گونه تقسیم در مواقع استرس، گرسنگی و… انجام می‌شود و به نظر می‌رسد این تدبیر برای افزایش شانس بقایی باشد که باعث ازدیاد پراکندگی می‌شود.
بزرگترین باکتری قبل از آن باکتری بود به نام اپالوپسیم فشیل سونی (به انگلیسی:Epulopiscium fishelsoni)که در سال ۱۹۸۵ میلادی کشف شد و درازایی به اندازهٔ ۰/۵ میلیمتر داشت.